# 阿根廷 (密歇根州)
阿根廷（英語：Argentine）是位於美國密歇根州傑納西縣的一個普查規定居民點。

## 人口
根據2020年美國人口普查的數據，阿根廷的面積為8.49平方千米，當中陸地面積為6.13平方千米，而水域面積為2.35平方千米。當地共有人口2685人，而人口密度為每平方千米316.25人。